# Interlands Frans voetbalelftal 1930-1939
Deze pagina toont een chronologisch en gedetailleerd overzicht van de interlands die het Frans voetbalelftal heeft gespeeld in de periode 1930 – 1939.

## Interlands

### 1930
|                                                                       |               |       |           |                                                                                |
| 23 februari Vriendschappelijk № 91 «onderlinge duels» 15:15 uur (UTC) | Portugal      | 2 – 0 | Frankrijk | Campo do Ameal, Porto Toeschouwers: 20.000 Scheidsrechter: John Langenus (BEL) |
| 23 februari Vriendschappelijk № 91 «onderlinge duels» 15:15 uur (UTC) | Pepe 44' (70) |       |           | Campo do Ameal, Porto Toeschouwers: 20.000 Scheidsrechter: John Langenus (BEL) |

|                                                              |                                                        |       |                                             |                                                                                                  |
| 23 maart Vriendschappelijk № 92 «onderlinge duels» 15:00 uur | Frankrijk                                              | 3 – 3 | Zwitserland                                 | Stade olympique Yves-du-Manoir, Colombes Toeschouwers: 20.000 Scheidsrechter: Stanley Rous (ENG) |
| 23 maart Vriendschappelijk № 92 «onderlinge duels» 15:00 uur | André Cheuva 17' Manuel Anatol 34' Ernest Libérati 58' |       | 10', 17' August Lehmann 68' Jacques Romberg | Stade olympique Yves-du-Manoir, Colombes Toeschouwers: 20.000 Scheidsrechter: Stanley Rous (ENG) |

|                                                                      |                   |       |                                                                               |                                                                                                |
| 13 april Vriendschappelijk № 93 «onderlinge duels» 15:00 uur (UTC+1) | Frankrijk         | 1 – 6 | België                                                                        | Stade olympique Yves-du-Manoir, Colombes Toeschouwers: 18.000 Scheidsrechter: Paul Ruoff (SUI) |
| 13 april Vriendschappelijk № 93 «onderlinge duels» 15:00 uur (UTC+1) | Gustave Dubus 44' |       | 12', 36' Louis Versyp 14' Ferdinand Adams 16', 32', 83' Michel Vanderbauwhede | Stade olympique Yves-du-Manoir, Colombes Toeschouwers: 18.000 Scheidsrechter: Paul Ruoff (SUI) |

|                                                                    |                                           |       |                                                       |                                                                                                   |
| 11 mei Vriendschappelijk № 94 «onderlinge duels» 15:00 uur (UTC+1) | Frankrijk                                 | 2 – 3 | Tsjecho-Slowakije                                     | Stade olympique Yves-du-Manoir, Colombes Toeschouwers: 15.000 Scheidsrechter: John Langenus (BEL) |
| 11 mei Vriendschappelijk № 94 «onderlinge duels» 15:00 uur (UTC+1) | Pierre Korb 25' (pen.) Edmond Delfour 30' |       | 6' Josef Košťálek 17' Josef Silný 76' František Junek | Stade olympique Yves-du-Manoir, Colombes Toeschouwers: 15.000 Scheidsrechter: John Langenus (BEL) |

|                                                                    |           |                           |           | |
| 18 mei Vriendschappelijk № 95 «onderlinge duels» 15:00 uur (UTC+1) | Frankrijk | 0 – 2                     | Schotland | Stade olympique Yves-du-Manoir, Colombes Toeschouwers: 25.000 Scheidsrechter: Raphaël Van Praag (BEL) |
| 18 mei Vriendschappelijk № 95 «onderlinge duels» 15:00 uur (UTC+1) |           | 42', 85' Hughie Gallacher |           | Stade olympique Yves-du-Manoir, Colombes Toeschouwers: 25.000 Scheidsrechter: Raphaël Van Praag (BEL) |

|                                                                    |                      |       |                       |                                                                                         |
| 25 mei Vriendschappelijk № 96 «onderlinge duels» 16:00 uur (UTC+1) | België               | 1 – 2 | Frankrijk             | Stade du Pont d'Ougrée, Ougrée Toeschouwers: 11.000 Scheidsrechter: Gustaf Ekberg (SWE) |
| 25 mei Vriendschappelijk № 96 «onderlinge duels» 16:00 uur (UTC+1) | Bernard Voorhoof 21' |       | 26', 72' Marcel Pinel | Stade du Pont d'Ougrée, Ougrée Toeschouwers: 11.000 Scheidsrechter: Gustaf Ekberg (SWE) |

| Wereldkampioenschap voetbal 1930 |
| -------------------------------- |

|                                                                      |             |       |                                                 |                                                                                        |
| 13 juli WK 1930 Groep A № 97 «onderlinge duels» 14:45 uur (UTC−3:30) | Mexico      | 1 – 4 | Frankrijk                                       | Estadio Pocitos, Montevideo Toeschouwers: 4.444 Scheidsrechter: Domingo Lombardi (URU) |
| 13 juli WK 1930 Groep A № 97 «onderlinge duels» 14:45 uur (UTC−3:30) | Carreño 70' |       | 19' L. Laurent 40' Langiller 43', 87' Maschinot | Estadio Pocitos, Montevideo Toeschouwers: 4.444 Scheidsrechter: Domingo Lombardi (URU) |

|                                                                      |            |       |           |                                                                                            |
| 15 juli WK 1930 Groep A № 98 «onderlinge duels» 14:45 uur (UTC−3:30) | Argentinië | 1 – 0 | Frankrijk | Estadio Parque Central, Montevideo Toeschouwers: 23.409 Scheidsrechter: Almeida Rêgo (BRA) |
| 15 juli WK 1930 Groep A № 98 «onderlinge duels» 14:45 uur (UTC−3:30) | Monti 81'  |       |           | Estadio Parque Central, Montevideo Toeschouwers: 23.409 Scheidsrechter: Almeida Rêgo (BRA) |

|                                                                      |              |       |           |                                                                                        |
| 19 juli WK 1930 Groep A № 99 «onderlinge duels» 12:45 uur (UTC−3:30) | Chili        | 1 – 0 | Frankrijk | Estadio Centenario, Montevideo Toeschouwers: 2.000 Scheidsrechter: Aníbal Tejada (URU) |
| 19 juli WK 1930 Groep A № 99 «onderlinge duels» 12:45 uur (UTC−3:30) | Subiabre 65' |       |           | Estadio Centenario, Montevideo Toeschouwers: 2.000 Scheidsrechter: Aníbal Tejada (URU) |

|  |  |  |  |  |  |  |  |  |

|                                                                       |                      |       |                                          |                                                                                 |
| 7 december Vriendschappelijk № 100 «onderlinge duels» 14:00 uur (UTC) | Frankrijk            | 2 – 2 | België                                   | Stade Buffalo, Montrouge Toeschouwers: 20.000 Scheidsrechter: René Mercet (SUI) |
| 7 december Vriendschappelijk № 100 «onderlinge duels» 14:00 uur (UTC) | Marcel Pinel 3', 67' |       | 7' Joseph Van Beeck 64' Bernard Voorhoof | Stade Buffalo, Montrouge Toeschouwers: 20.000 Scheidsrechter: René Mercet (SUI) |

### 1931
|                                                                         |                                                                       |       |           |                                                                                  |
| 25 januari Vriendschappelijk № 101 «onderlinge duels» 14:30 uur (UTC+1) | Italië                                                                | 5 – 0 | Frankrijk | Stadio Littoriale, Bologna Toeschouwers: 48.000 Scheidsrechter: Paul Ruoff (SUI) |
| 25 januari Vriendschappelijk № 101 «onderlinge duels» 14:30 uur (UTC+1) | Giuseppe Meazza 21', 34', 40' Renato Cesarini 51' Renato Cattaneo 73' |       |           | Stadio Littoriale, Bologna Toeschouwers: 48.000 Scheidsrechter: Paul Ruoff (SUI) |

|                                                                        |                             |       |                                |                                                                                                   |
| 15 februari Vriendschappelijk № 102 «onderlinge duels» 14:30 uur (UTC) | Frankrijk                   | 1 – 2 | Tsjecho-Slowakije              | Stade olympique Yves-du-Manoir, Colombes Toeschouwers: 28.000 Scheidsrechter: John Langenus (BEL) |
| 15 februari Vriendschappelijk № 102 «onderlinge duels» 14:30 uur (UTC) | Marcel Langiller 23' (pen.) |       | 5' (pen.), pen.' Antonín Novák | Stade olympique Yves-du-Manoir, Colombes Toeschouwers: 28.000 Scheidsrechter: John Langenus (BEL) |

|                                                                     |                                |       |           |                                                                                              |
| 15 maart Vriendschappelijk № 103 «onderlinge duels» 15:00 uur (UTC) | Frankrijk                      | 1 – 0 | Duitsland | Stade olympique Yves-du-Manoir, Colombes Toeschouwers: 40.076 Scheidsrechter: Tom Crew (ENG) |
| 15 maart Vriendschappelijk № 103 «onderlinge duels» 15:00 uur (UTC) | Reinhold Münzenberg 14' (e.d.) |       |           | Stade olympique Yves-du-Manoir, Colombes Toeschouwers: 40.076 Scheidsrechter: Tom Crew (ENG) |

|                                                                     |                                                                                    |       |                                 |                                                                                                   |
| 14 mei Vriendschappelijk № 104 «onderlinge duels» 15:00 uur (UTC+1) | Frankrijk                                                                          | 5 – 2 | Engeland                        | Stade olympique Yves-du-Manoir, Colombes Toeschouwers: 30.000 Scheidsrechter: John Langenus (BEL) |
| 14 mei Vriendschappelijk № 104 «onderlinge duels» 15:00 uur (UTC+1) | Lucien Laurent 15' Robert Mercier 18', 76' Marcel Langiller 29' Edmond Delfour 57' |       | 10' Sammy Crooks 71' Tom Waring | Stade olympique Yves-du-Manoir, Colombes Toeschouwers: 30.000 Scheidsrechter: John Langenus (BEL) |

|                                                                        |                                           |       |                                          |                                                                                                |
| 29 november Vriendschappelijk № 105 «onderlinge duels» 14:15 uur (UTC) | Frankrijk                                 | 3 – 4 | Nederland                                | Stade olympique Yves-du-Manoir, Colombes Toeschouwers: 25.000 Scheidsrechter: Paul Ruoff (SUI) |
| 29 november Vriendschappelijk № 105 «onderlinge duels» 14:15 uur (UTC) | Robert Mercier 7' Émile Veinante 53', 68' |       | 12', 22', 23' Wim Lagendaal 24' Jaap Mol | Stade olympique Yves-du-Manoir, Colombes Toeschouwers: 25.000 Scheidsrechter: Paul Ruoff (SUI) |

### 1932
|                                                                       |                                          |       |                                                           |                                                                               |
| 20 maart Vriendschappelijk № 106 «onderlinge duels» 15:00 uur (UTC+1) | Zwitserland                              | 3 – 3 | Frankrijk                                                 | Stadion Neufeld, Bern Toeschouwers: 18.000 Scheidsrechter: Stanley Rous (ENG) |
| 20 maart Vriendschappelijk № 106 «onderlinge duels» 15:00 uur (UTC+1) | Max Abegglen 22' André Abegglen 36', 87' |       | 15' Ernest Libérati 69' Émile Veinante 71' Charles Bardot | Stadion Neufeld, Bern Toeschouwers: 18.000 Scheidsrechter: Stanley Rous (ENG) |

|                                                                       |                     |       |                                            |                                                                                                 |
| 10 april Vriendschappelijk № 107 «onderlinge duels» 15:00 uur (UTC+1) | Frankrijk           | 1 – 2 | Italië                                     | Stade olympique Yves-du-Manoir, Colombes Toeschouwers: 45.000 Scheidsrechter: René Mercet (SUI) |
| 10 april Vriendschappelijk № 107 «onderlinge duels» 15:00 uur (UTC+1) | Ernest Libérati 11' |       | 43' Mario Magnozzi 52' Raffaele Costantino | Stade olympique Yves-du-Manoir, Colombes Toeschouwers: 45.000 Scheidsrechter: René Mercet (SUI) |

|                                                                    |                                                                                        |       |                                       |                                                                                        |
| 1 mei Vriendschappelijk № 108 «onderlinge duels» 15:30 uur (UTC+1) | België                                                                                 | 5 – 2 | Frankrijk                             | Stade du Jubilé, Brussel Toeschouwers: 40.000 Scheidsrechter: Heinrich Retschury (AUT) |
| 1 mei Vriendschappelijk № 108 «onderlinge duels» 15:30 uur (UTC+1) | Jean Brichaut 23', 61' Stanley Van den Eynde 25' Jean Capelle 38' Joseph Van Beeck 46' |       | 48' Henri Pavillard 82' Jean Sécember | Stade du Jubilé, Brussel Toeschouwers: 40.000 Scheidsrechter: Heinrich Retschury (AUT) |

|                                                                    |                             |       |                          |                                                                                                   |
| 8 mei Vriendschappelijk № 109 «onderlinge duels» 15:00 uur (UTC+1) | Frankrijk                   | 1 – 3 | Schotland                | Stade olympique Yves-du-Manoir, Colombes Toeschouwers: 8.000 Scheidsrechter: Albino Carraro (ITA) |
| 8 mei Vriendschappelijk № 109 «onderlinge duels» 15:00 uur (UTC+1) | Marcel Langiller 43' (pen.) |       | 14', 27', 40' Neil Dewar | Stade olympique Yves-du-Manoir, Colombes Toeschouwers: 8.000 Scheidsrechter: Albino Carraro (ITA) |

|                                                                     |                             |       |                   |                                                                                  |
| 5 juni Vriendschappelijk № 110 «onderlinge duels» 17:00 uur (UTC+1) | Joegoslavië                 | 2 – 1 | Frankrijk         | Stadion BSK, Belgrado Toeschouwers: 8.000 Scheidsrechter: František Cejnar (TCH) |
| 5 juni Vriendschappelijk № 110 «onderlinge duels» 17:00 uur (UTC+1) | Svetislav Glišović 26', 59' |       | 1' Joseph Alcazar | Stadion BSK, Belgrado Toeschouwers: 8.000 Scheidsrechter: František Cejnar (TCH) |

|                                                   |                                                           |       |                                                                                            |                                                                              |
| 9 juni Vriendschappelijk № 111 «onderlinge duels» | Bulgarije                                                 | 3 – 5 | Frankrijk                                                                                  | Joenakstadion, Sofia Toeschouwers: 6.000 Scheidsrechter: Ernest Fabris (YUG) |
| 9 juni Vriendschappelijk № 111 «onderlinge duels» | Asen Panchev 55' Asen Panchev 66' Asen Panchev 77' (pen.) |       | 1' Joseph Rodriguez 6' Jean Sécember 16' Jean Sécember 28' Jean Sécember 47' Jean Sécember | Joenakstadion, Sofia Toeschouwers: 6.000 Scheidsrechter: Ernest Fabris (YUG) |

|                                                                      |                                                                        |       |                                                 |                                                                                             |
| 12 juni Vriendschappelijk № 112 «onderlinge duels» 10:30 uur (UTC+3) | Roemenië                                                               | 6 – 3 | Frankrijk                                       | Stadionul Republicii, Boekarest Toeschouwers: 10.000 Scheidsrechter: Mihály Iváncsics (HON) |
| 12 juni Vriendschappelijk № 112 «onderlinge duels» 10:30 uur (UTC+3) | Iuliu Bodola 10', 81' Rudi Wetzer 17', 68' Alexandru Schwartz 20', 46' |       | 63' (pen.) André Chardar 75', 77' Roger Rolhion | Stadionul Republicii, Boekarest Toeschouwers: 10.000 Scheidsrechter: Mihály Iváncsics (HON) |

### 1933
|                                                                        |           |                                                            |            |                                                                                   |
| 12 februari Vriendschappelijk № 113 «onderlinge duels» 15:00 uur (UTC) | Frankrijk | 0 – 4                                                      | Oostenrijk | Parc des Princes, Parijs Toeschouwers: 37.459 Scheidsrechter: John Langenus (BEL) |
| 12 februari Vriendschappelijk № 113 «onderlinge duels» 15:00 uur (UTC) |           | 65' Matthias Sindelar 69', 70' Karl Zischek 83' Adolf Vogl |            | Parc des Princes, Parijs Toeschouwers: 37.459 Scheidsrechter: John Langenus (BEL) |

|                                                                       |                                        |       |                                    |                                                                                |
| 19 maart Vriendschappelijk № 114 «onderlinge duels» 15:15 uur (UTC+1) | Duitsland                              | 3 – 3 | Frankrijk                          | Deutsches Stadion, Berlijn Toeschouwers: 45.000 Scheidsrechter: Tom Crew (ENG) |
| 19 maart Vriendschappelijk № 114 «onderlinge duels» 15:15 uur (UTC+1) | Oskar Rohr 28', 45' Ludwig Lachner 65' |       | 22' Roger Rio 81', 83' René Gérard | Deutsches Stadion, Berlijn Toeschouwers: 45.000 Scheidsrechter: Tom Crew (ENG) |

|                                                                       |                                                     |       |        |                                                                                                  |
| 26 maart Vriendschappelijk № 115 «onderlinge duels» 15:00 uur (UTC+1) | Frankrijk                                           | 3 – 0 | België | Stade olympique Yves-du-Manoir, Colombes Toeschouwers: 30.000 Scheidsrechter: Stanley Rous (ENG) |
| 26 maart Vriendschappelijk № 115 «onderlinge duels» 15:00 uur (UTC+1) | Roger Rio 34' Marcel Langiller 74' Jean Nicolas 81' |       |        | Stade olympique Yves-du-Manoir, Colombes Toeschouwers: 30.000 Scheidsrechter: Stanley Rous (ENG) |

|                                                                       |                  |       |        | |
| 23 april Vriendschappelijk № 116 «onderlinge duels» 15:00 uur (UTC+1) | Frankrijk        | 1 – 0 | Spanje | Stade olympique Yves-du-Manoir, Colombes Toeschouwers: 45.010 Scheidsrechter: William Bangerter (AUT) |
| 23 april Vriendschappelijk № 116 «onderlinge duels» 15:00 uur (UTC+1) | Jean Nicolas 32' |       |        | Stade olympique Yves-du-Manoir, Colombes Toeschouwers: 45.010 Scheidsrechter: William Bangerter (AUT) |

|                                                                     |                  |       |                   | |
| 25 mei Vriendschappelijk № 117 «onderlinge duels» 15:15 uur (UTC+1) | Frankrijk        | 1 – 1 | Wales             | Stade olympique Yves-du-Manoir, Colombes Toeschouwers: 25.000 Scheidsrechter: Raphaël Van Praag (BEL) |
| 25 mei Vriendschappelijk № 117 «onderlinge duels» 15:15 uur (UTC+1) | Jean Nicolas 78' |       | 57' Tom Griffiths | Stade olympique Yves-du-Manoir, Colombes Toeschouwers: 25.000 Scheidsrechter: Raphaël Van Praag (BEL) |

|                                                                      |                                                                               |       |           |                                                                                  |
| 10 juni Vriendschappelijk № 118 «onderlinge duels» 18:00 uur (UTC+1) | Tsjecho-Slowakije                                                             | 4 – 0 | Frankrijk | Letnástadion, Praag Toeschouwers: 18.000 Scheidsrechter: Andrzej Rutkowski (POL) |
| 10 juni Vriendschappelijk № 118 «onderlinge duels» 18:00 uur (UTC+1) | Antonín Puč 20' František Junek 47' František Svoboda 59' Oldřich Nejedlý 63' |       |           | Letnástadion, Praag Toeschouwers: 18.000 Scheidsrechter: Andrzej Rutkowski (POL) |

|                                                                       |                                                            |       |                    |                                                                                  |
| 6 december Vriendschappelijk № 119 «onderlinge duels» 14:00 uur (UTC) | Engeland                                                   | 4 – 1 | Frankrijk          | White Hart Lane, Londen Toeschouwers: 17.097 Scheidsrechter: John Langenus (BEL) |
| 6 december Vriendschappelijk № 119 «onderlinge duels» 14:00 uur (UTC) | George Camsell 14', 41' Eric Brook 21' Tommy Grosvenor 53' |       | 78' Émile Veinante | White Hart Lane, Londen Toeschouwers: 17.097 Scheidsrechter: John Langenus (BEL) |

### 1934
|                                                                       |                                               |       |                                         |                                                                                   |
| 21 januari Vriendschappelijk № 120 «onderlinge duels» 14:15 uur (UTC) | België                                        | 2 – 3 | Frankrijk                               | Jubelstadion, Brussel Toeschouwers: 35.826 Scheidsrechter: Walter Lewington (ENG) |
| 21 januari Vriendschappelijk № 120 «onderlinge duels» 14:15 uur (UTC) | Bernard Voorhoof 8' Stanley Van den Eynde 11' |       | 3', 54' Jean Nicolas 37' Émile Veinante | Jubelstadion, Brussel Toeschouwers: 35.826 Scheidsrechter: Walter Lewington (ENG) |

|                                                                     |           |                      |             |                                                                                        |
| 11 maart Vriendschappelijk № 121 «onderlinge duels» 15:00 uur (UTC) | Frankrijk | 0 – 1                | Zwitserland | Parc des Princes, Parijs Toeschouwers: 25.000 Scheidsrechter: Rinaldo Barlassina (ITA) |
| 11 maart Vriendschappelijk № 121 «onderlinge duels» 15:00 uur (UTC) |           | 35' Leopold Kielholz |             | Parc des Princes, Parijs Toeschouwers: 25.000 Scheidsrechter: Rinaldo Barlassina (ITA) |

|                                                                       |                |       |                                        | |
| 25 maart Vriendschappelijk № 122 «onderlinge duels» 15:00 uur (UTC+1) | Frankrijk      | 1 – 2 | Tsjecho-Slowakije                      | Stade olympique Yves-du-Manoir, Colombes Toeschouwers: 27.931 Scheidsrechter: Walter Lewington (ENG) |
| 25 maart Vriendschappelijk № 122 «onderlinge duels» 15:00 uur (UTC+1) | Pierre Korb 6' |       | 37' František Svoboda 89' Jiří Sobotka | Stade olympique Yves-du-Manoir, Colombes Toeschouwers: 27.931 Scheidsrechter: Walter Lewington (ENG) |

|                                                                          |                        |       | |                                                                                       |
| 15 april WK 1934 kwalificatie № 123 «onderlinge duels» 15:00 uur (UTC+1) | Luxemburg              | 1 – 6 | Frankrijk                                                                                               | Stade Municipal, Luxemburg Toeschouwers: 18.000 Scheidsrechter: Marc Turfkruyer (BEL) |
| 15 april WK 1934 kwalificatie № 123 «onderlinge duels» 15:00 uur (UTC+1) | Théophile Speicher 47' |       | 3' Alfred Aston 26' Jean Nicolas 67' Jean Nicolas 80' Ernest Libérati 85' Jean Nicolas 89' Jean Nicolas | Stade Municipal, Luxemburg Toeschouwers: 18.000 Scheidsrechter: Marc Turfkruyer (BEL) |

|                                                                        |                                                  |       |                                                                |                                                                                          |
| 10 mei Vriendschappelijk № 124 «onderlinge duels» 14:30 uur (UTC+0:20) | Nederland                                        | 4 – 5 | Frankrijk                                                      | Olympisch Stadion, Amsterdam Toeschouwers: 35.000 Scheidsrechter: Rodolphe Wittwer (SUI) |
| 10 mei Vriendschappelijk № 124 «onderlinge duels» 14:30 uur (UTC+0:20) | Leen Vente 4' Beb Bakhuijs 7', 12' Kick Smit 32' |       | 13' Fritz Keller 21', 25', 76' Jean Nicolas 39' Joseph Alcazar | Olympisch Stadion, Amsterdam Toeschouwers: 35.000 Scheidsrechter: Rodolphe Wittwer (SUI) |

| Wereldkampioenschap voetbal 1934 |
| -------------------------------- |

|                                                                        |                                                        |              |                                               | |
| 27 mei WK 1934 Eerste ronde № 125 «onderlinge duels» 16:00 uur (UTC+1) | Oostenrijk                                             | 3 – 2 (n.v.) | Frankrijk                                     | Stadio Municipale Benito Mussolini, Turijn Toeschouwers: 10.000 Scheidsrechter: Joop van Moorsel (NED) |
| 27 mei WK 1934 Eerste ronde № 125 «onderlinge duels» 16:00 uur (UTC+1) | Matthias Sindelar 45' Toni Schall 93' Josef Bican 109' |              | 18' Jean Nicolas 115' (pen.) Georges Verriest | Stadio Municipale Benito Mussolini, Turijn Toeschouwers: 10.000 Scheidsrechter: Joop van Moorsel (NED) |

|  |  |  |  |  |  |  |  |  |

|                                                                        |                                                      |       |                                              |                                                                                 |
| 16 december Vriendschappelijk № 126 «onderlinge duels» 14:15 uur (UTC) | Frankrijk                                            | 3 – 2 | Joegoslavië                                  | Parc des Princes, Parijs Toeschouwers: 37.000 Scheidsrechter: Louis Baert (BEL) |
| 16 december Vriendschappelijk № 126 «onderlinge duels» 14:15 uur (UTC) | Jean Nicolas 12' Jean Nicolas 86' Roger Courtois 88' |       | 44' Blagoje Marjanović 84' Đorđe Vujadinović | Parc des Princes, Parijs Toeschouwers: 37.000 Scheidsrechter: Louis Baert (BEL) |

### 1935
|                                                                       |                               |       |           |                                                                                       |
| 24 januari Vriendschappelijk № 127 «onderlinge duels» 15:00 uur (UTC) | Spanje                        | 2 – 0 | Frankrijk | Estadio Chamartín, Madrid Toeschouwers: 22.000 Scheidsrechter: Walter Lewington (ENG) |
| 24 januari Vriendschappelijk № 127 «onderlinge duels» 15:00 uur (UTC) | Luis Regueiro 13' Hilario 78' |       |           | Estadio Chamartín, Madrid Toeschouwers: 22.000 Scheidsrechter: Walter Lewington (ENG) |

|                                                                          |                         |       |                  |                                                                                   |
| 17 februari Vriendschappelijk № 128 «onderlinge duels» 15:00 uur (UTC+1) | Italië                  | 2 – 1 | Frankrijk        | Stadio Nazionale PNF, Rome Toeschouwers: 23.000 Scheidsrechter: Louis Baert (BEL) |
| 17 februari Vriendschappelijk № 128 «onderlinge duels» 15:00 uur (UTC+1) | Giuseppe Meazza 5', 15' |       | 26' Fritz Keller | Stadio Nazionale PNF, Rome Toeschouwers: 23.000 Scheidsrechter: Louis Baert (BEL) |

|                                                                     |                   |       |                                                            |                                                                                 |
| 17 maart Vriendschappelijk № 129 «onderlinge duels» 15:00 uur (UTC) | Frankrijk         | 1 – 3 | Duitsland                                                  | Parc des Princes, Parijs Toeschouwers: 38.483 Scheidsrechter: Louis Baert (BEL) |
| 17 maart Vriendschappelijk № 129 «onderlinge duels» 15:00 uur (UTC) | Pierre Duhart 59' |       | 36' Ernst Lehner 51' Stanislaus Kobierski 88' Karl Hohmann | Parc des Princes, Parijs Toeschouwers: 38.483 Scheidsrechter: Louis Baert (BEL) |

|                                                                       |                      |       |                    |                                                                                   |
| 14 april Vriendschappelijk № 130 «onderlinge duels» 15:00 uur (UTC+1) | België               | 1 – 1 | Frankrijk          | Jubelstadion, Brussel Toeschouwers: 35.000 Scheidsrechter: Rodolphe Wittwer (SUI) |
| 14 april Vriendschappelijk № 130 «onderlinge duels» 15:00 uur (UTC+1) | Joseph Van Beeck 63' |       | 20' Roger Courtois | Jubelstadion, Brussel Toeschouwers: 35.000 Scheidsrechter: Rodolphe Wittwer (SUI) |

|                                                                     |                         |       |           | |
| 19 mei Vriendschappelijk № 131 «onderlinge duels» 15:00 uur (UTC+1) | Frankrijk               | 2 – 0 | Hongarije | Stade olympique Yves-du-Manoir, Colombes Toeschouwers: 25.000 Scheidsrechter: Walter Lewington (ENG) |
| 19 mei Vriendschappelijk № 131 «onderlinge duels» 15:00 uur (UTC+1) | Roger Courtois 37', 72' |       |           | Stade olympique Yves-du-Manoir, Colombes Toeschouwers: 25.000 Scheidsrechter: Walter Lewington (ENG) |

|                                                                         |                                    |       |                         |                                                                                          |
| 27 oktober Vriendschappelijk № 132 «onderlinge duels» 15:00 uur (UTC+1) | Zwitserland                        | 2 – 1 | Frankrijk               | Stade des Charmilles, Genève Toeschouwers: 25.000 Scheidsrechter: Walter Lewington (ENG) |
| 27 oktober Vriendschappelijk № 132 «onderlinge duels» 15:00 uur (UTC+1) | André Abegglen 41' Willy Jäggi 56' |       | 1' (e.d.) Walter Weiler | Stade des Charmilles, Genève Toeschouwers: 25.000 Scheidsrechter: Walter Lewington (ENG) |

|                                                                        |                                          |       |        |                                                                                   |
| 10 november Vriendschappelijk № 133 «onderlinge duels» 14:30 uur (UTC) | Frankrijk                                | 2 – 0 | Zweden | Parc des Princes, Parijs Toeschouwers: 26.905 Scheidsrechter: Arthur Barton (ENG) |
| 10 november Vriendschappelijk № 133 «onderlinge duels» 14:30 uur (UTC) | Fritz Berg 30' (e.d.) Roger Courtois 70' |       |        | Parc des Princes, Parijs Toeschouwers: 26.905 Scheidsrechter: Arthur Barton (ENG) |

### 1936
|                                                                       |                    |       |                                                                            |                                                                              |
| 12 januari Vriendschappelijk № 134 «onderlinge duels» 14:15 uur (UTC) | Frankrijk          | 1 – 6 | Nederland                                                                  | Parc des Princes, Parijs Toeschouwers: 30.000 Scheidsrechter: Reg Rudd (ENG) |
| 12 januari Vriendschappelijk № 134 «onderlinge duels» 14:15 uur (UTC) | Roger Courtois 64' |       | 4', 50', 61' Beb Bakhuijs 34' Frank Wels 84' Daaf Drok 86' Joop van Nellen | Parc des Princes, Parijs Toeschouwers: 30.000 Scheidsrechter: Reg Rudd (ENG) |

|                                                                       |           |                                                         |                   |                                                                                    |
| 9 februari Vriendschappelijk № 135 «onderlinge duels» 14:30 uur (UTC) | Frankrijk | 0 – 3                                                   | Tsjecho-Slowakije | Parc des Princes, Parijs Toeschouwers: 40.138 Scheidsrechter: Pedro Escartín (ESP) |
| 9 februari Vriendschappelijk № 135 «onderlinge duels» 14:30 uur (UTC) |           | 14' Antonín Puč 20' Jaroslav Bouček 25' Oldřich Nejedlý |                   | Parc des Princes, Parijs Toeschouwers: 40.138 Scheidsrechter: Pedro Escartín (ESP) |

|                                                                    |                                       |       |        |                                                                                                  |
| 8 maart Vriendschappelijk № 136 «onderlinge duels» 15:00 uur (UTC) | Frankrijk                             | 3 – 0 | België | Stade olympique Yves-du-Manoir, Colombes Toeschouwers: 30.000 Scheidsrechter: Peco Bauwens (GER) |
| 8 maart Vriendschappelijk № 136 «onderlinge duels» 15:00 uur (UTC) | Roger Courtois 37', 54' Roger Rio 48' |       |        | Stade olympique Yves-du-Manoir, Colombes Toeschouwers: 30.000 Scheidsrechter: Peco Bauwens (GER) |

|                                                                        |                  |       |             |                                                                                        |
| 13 december Vriendschappelijk № 137 «onderlinge duels» 14:30 uur (UTC) | Frankrijk        | 1 – 0 | Joegoslavië | Parc des Princes, Parijs Toeschouwers: 32.903 Scheidsrechter: Rinaldo Barlassina (ITA) |
| 13 december Vriendschappelijk № 137 «onderlinge duels» 14:30 uur (UTC) | Fritz Keller 19' |       |             | Parc des Princes, Parijs Toeschouwers: 32.903 Scheidsrechter: Rinaldo Barlassina (ITA) |

### 1937
|                                                                       |                    |       |                                         |                                                                                   |
| 24 januari Vriendschappelijk № 138 «onderlinge duels» 14:15 uur (UTC) | Frankrijk          | 1 – 2 | Oostenrijk                              | Parc des Princes, Parijs Toeschouwers: 37.898 Scheidsrechter: Arthur Barton (ENG) |
| 24 januari Vriendschappelijk № 138 «onderlinge duels» 14:15 uur (UTC) | Edmond Novicki 42' |       | 39' (pen.) Josef Stroh 83' Franz Binder | Parc des Princes, Parijs Toeschouwers: 37.898 Scheidsrechter: Arthur Barton (ENG) |

|                                                                        |                                                                  |       |               |                                                                               |
| 21 februari Vriendschappelijk № 139 «onderlinge duels» 14:30 uur (UTC) | België                                                           | 3 – 1 | Frankrijk     | Jubelstadion, Brussel Toeschouwers: 37.668 Scheidsrechter: Hans Boekman (NED) |
| 21 februari Vriendschappelijk № 139 «onderlinge duels» 14:30 uur (UTC) | Raymond Braine 43' Arthur Ceuleers 65' Stanley Van den Eynde 78' |       | 12' Roger Rio | Jubelstadion, Brussel Toeschouwers: 37.668 Scheidsrechter: Hans Boekman (NED) |

|                                                                       |                                                       |       |           |                                                                                                 |
| 21 maart Vriendschappelijk № 140 «onderlinge duels» 15:00 uur (UTC+1) | Duitsland                                             | 4 – 0 | Frankrijk | Adolf Hitler Kampfbahn, Stuttgart Toeschouwers: 72.000 Scheidsrechter: Rinaldo Barlassina (ITA) |
| 21 maart Vriendschappelijk № 140 «onderlinge duels» 15:00 uur (UTC+1) | Ernst Lehner 26' Adolf Urban 31', 76' August Lenz 87' |       |           | Adolf Hitler Kampfbahn, Stuttgart Toeschouwers: 72.000 Scheidsrechter: Rinaldo Barlassina (ITA) |

|                                                                     |           |                                  |                 |                                                                                                  |
| 23 mei Vriendschappelijk № 141 «onderlinge duels» 15:00 uur (UTC+1) | Frankrijk | 0 – 2                            | Ierse Vrijstaat | Stade olympique Yves-du-Manoir, Colombes Toeschouwers: 16.688 Scheidsrechter: Gustav Krist (TCH) |
| 23 mei Vriendschappelijk № 141 «onderlinge duels» 15:00 uur (UTC+1) |           | 51' Davy Jordan 58' Jackie Brown |                 | Stade olympique Yves-du-Manoir, Colombes Toeschouwers: 16.688 Scheidsrechter: Gustav Krist (TCH) |

|                                                                         |                         |       |                |                                                                                   |
| 10 oktober Vriendschappelijk № 142 «onderlinge duels» 15:00 uur (UTC+1) | Frankrijk               | 2 – 1 | Zwitserland    | Parc des Princes, Parijs Toeschouwers: 36.730 Scheidsrechter: John Langenus (BEL) |
| 10 oktober Vriendschappelijk № 142 «onderlinge duels» 15:00 uur (UTC+1) | Émile Veinante 41', 82' |       | 66' Eugen Rupf | Parc des Princes, Parijs Toeschouwers: 36.730 Scheidsrechter: John Langenus (BEL) |

|                                                                            |                    |       |                                                          |                                                                                       |
| 31 oktober Vriendschappelijk № 143 «onderlinge duels» 14:30 uur (UTC+0:20) | Nederland          | 2 – 3 | Frankrijk                                                | Olympisch Stadion, Amsterdam Toeschouwers: 44.000 Scheidsrechter: Jim Wiltshire (ENG) |
| 31 oktober Vriendschappelijk № 143 «onderlinge duels» 14:30 uur (UTC+0:20) | Kick Smit 56', 87' |       | 23' Jean Nicolas 48' Marcel Langiller 73' Roger Courtois | Olympisch Stadion, Amsterdam Toeschouwers: 44.000 Scheidsrechter: Jim Wiltshire (ENG) |

|                                                                   |           |       |        |                                                                                   |
| 5 december Vriendschappelijk № 144 «onderlinge duels» 14:00 (UTC) | Frankrijk | 0 – 0 | Italië | Parc des Princes, Parijs Toeschouwers: 39.046 Scheidsrechter: Hans Wüthrich (SUI) |
| 5 december Vriendschappelijk № 144 «onderlinge duels» 14:00 (UTC) |           |       |        | Parc des Princes, Parijs Toeschouwers: 39.046 Scheidsrechter: Hans Wüthrich (SUI) |

### 1938
|                                                                       |                                                                                    |       |                                                                   |                                                                                  |
| 30 januari Vriendschappelijk № 145 «onderlinge duels» 14:15 uur (UTC) | Frankrijk                                                                          | 5 – 3 | België                                                            | Parc des Princes, Parijs Toeschouwers: 39.000 Scheidsrechter: Jimmy Jewell (ENG) |
| 30 januari Vriendschappelijk № 145 «onderlinge duels» 14:15 uur (UTC) | Roger Courtois 8' Émile Veinante 41', 51' Oscar Heisserer 47' Ignace Kowalczyk 78' |       | 22' Raymond Braine 28' Bernard Voorhoof 76' Stanley Van den Eynde | Parc des Princes, Parijs Toeschouwers: 39.000 Scheidsrechter: Jimmy Jewell (ENG) |

|                                                                     |                                                                              |       |                    |                                                                                      |
| 24 maart Vriendschappelijk № 146 «onderlinge duels» 15:30 uur (UTC) | Frankrijk                                                                    | 6 – 1 | Bulgarije          | Parc des Princes, Parijs Toeschouwers: 28.512 Scheidsrechter: Walter Lewington (ENG) |
| 24 maart Vriendschappelijk № 146 «onderlinge duels» 15:30 uur (UTC) | Jean Nicolas 6', 87' Alfred Aston 29', 52' Manu Aznar 79' Émile Veinante 83' |       | 67' Mihail Lozanov | Parc des Princes, Parijs Toeschouwers: 28.512 Scheidsrechter: Walter Lewington (ENG) |

|                                                                     |                                     |       |                                                            |                                                                                                 |
| 26 mei Vriendschappelijk № 147 «onderlinge duels» 15:30 uur (UTC+1) | Frankrijk                           | 2 – 4 | Engeland                                                   | Stade olympique Yves-du-Manoir, Colombes Toeschouwers: 45.168 Scheidsrechter: Louis Baert (BEL) |
| 26 mei Vriendschappelijk № 147 «onderlinge duels» 15:30 uur (UTC+1) | Auguste Jordan 32' Jean Nicolas 36' |       | 6' Frank Broome 34', 40' Ted Drake 85' (pen.) Cliff Bastin | Stade olympique Yves-du-Manoir, Colombes Toeschouwers: 45.168 Scheidsrechter: Louis Baert (BEL) |

| Wereldkampioenschap voetbal 1938 |
| -------------------------------- |

|                                                                        |                                         |       |                    |                                                                                                   |
| 5 juni WK 1938 Eerste ronde № 148 «onderlinge duels» 17:00 uur (UTC+1) | Frankrijk                               | 3 – 1 | België             | Stade olympique Yves-du-Manoir, Colombes Toeschouwers: 30.454 Scheidsrechter: Hans Wüthrich (SUI) |
| 5 juni WK 1938 Eerste ronde № 148 «onderlinge duels» 17:00 uur (UTC+1) | Émile Veinante 1' Jean Nicolas 11', 69' |       | 19' Rik Isemborghs | Stade olympique Yves-du-Manoir, Colombes Toeschouwers: 30.454 Scheidsrechter: Hans Wüthrich (SUI) |

|                                                                        |                     |       |                                        |                                                                                                 |
| 12 juni WK 1938 Kwartfinale № 149 «onderlinge duels» 17:00 uur (UTC+1) | Frankrijk           | 1 – 3 | Italië                                 | Stade olympique Yves-du-Manoir, Colombes Toeschouwers: 58.455 Scheidsrechter: Louis Baert (BEL) |
| 12 juni WK 1938 Kwartfinale № 149 «onderlinge duels» 17:00 uur (UTC+1) | Oscar Heisserer 10' |       | 9' Gino Colaussi 52', 72' Silvio Piola | Stade olympique Yves-du-Manoir, Colombes Toeschouwers: 58.455 Scheidsrechter: Louis Baert (BEL) |

|  |  |  |  |  |  |  |  |  |

|                                                                         |                    |       |           |                                                                                           |
| 4 december Vriendschappelijk № 150 «onderlinge duels» 14:30 uur (UTC+1) | Italië             | 1 – 0 | Frankrijk | Stadio Giorgio Ascarelli, Napels Toeschouwers: 40.000 Scheidsrechter: John Langenus (BEL) |
| 4 december Vriendschappelijk № 150 «onderlinge duels» 14:30 uur (UTC+1) | Amedeo Biavati 32' |       |           | Stadio Giorgio Ascarelli, Napels Toeschouwers: 40.000 Scheidsrechter: John Langenus (BEL) |

### 1939
|                                                                       |                                                               |       |       |                                                                                   |
| 22 januari Vriendschappelijk № 151 «onderlinge duels» 14:15 uur (UTC) | Frankrijk                                                     | 4 – 0 | Polen | Parc des Princes, Parijs Toeschouwers: 35.000 Scheidsrechter: Walter Jordan (SUI) |
| 22 januari Vriendschappelijk № 151 «onderlinge duels» 14:15 uur (UTC) | Émile Veinante 16', 57' Oscar Heisserer 41' Mario Zatelli 70' |       |       | Parc des Princes, Parijs Toeschouwers: 35.000 Scheidsrechter: Walter Jordan (SUI) |

|                                                                     |                                        |       |                         |                                                                                      |
| 16 maart Vriendschappelijk № 152 «onderlinge duels» 15:00 uur (UTC) | Frankrijk                              | 2 – 2 | Hongarije               | Parc des Princes, Parijs Toeschouwers: 27.367 Scheidsrechter: Walter Lewington (ENG) |
| 16 maart Vriendschappelijk № 152 «onderlinge duels» 15:00 uur (UTC) | Larbi Benbarek 15' Oscar Heisserer 87' |       | 17', 56' István Kiszely | Parc des Princes, Parijs Toeschouwers: 27.367 Scheidsrechter: Walter Lewington (ENG) |

|                                                                     |                   |       |                                         |                                                                                   |
| 18 mei Vriendschappelijk № 153 «onderlinge duels» 15:00 uur (UTC+1) | België            | 1 – 3 | Frankrijk                               | Jubelstadion, Brussel Toeschouwers: 35.793 Scheidsrechter: Sidney Donaldson (ENG) |
| 18 mei Vriendschappelijk № 153 «onderlinge duels» 15:00 uur (UTC+1) | Robert Lamoot 62' |       | 28', 85' Désiré Koranyi 48' Jules Mathé | Jubelstadion, Brussel Toeschouwers: 35.793 Scheidsrechter: Sidney Donaldson (ENG) |

|                                                                     |                                    |       |                | |
| 21 mei Vriendschappelijk № 154 «onderlinge duels» 15:00 uur (UTC+1) | Frankrijk                          | 2 – 1 | Wales          | Stade olympique Yves-du-Manoir, Colombes Toeschouwers: 23.064 Scheidsrechter: Laurent Franken (BEL) |
| 21 mei Vriendschappelijk № 154 «onderlinge duels» 15:00 uur (UTC+1) | Jules Bigot 10' Désiré Koranyi 13' |       | 53' Dai Astley | Stade olympique Yves-du-Manoir, Colombes Toeschouwers: 23.064 Scheidsrechter: Laurent Franken (BEL) |

FFF · A-internationals · Selecties · Bondscoaches · Frans vrouwenelftal · Olympisch elftal · Frankrijk U21 · Frankrijk U20 · Frankrijk U19 · Frankrijk U18 · Frankrijk U17 · Frankrijk U16 · Vrouwen U17
1904 – 1919 ·
1920 – 1929 ·
1930 – 1939 ·
1940 – 1949 ·
1950 – 1959 ·
1960 – 1969 ·
1970 – 1979 ·
1980 – 1989 ·
1990 – 1999 ·
2000 – 2009 ·
2010 – 2019 ·
2020 – 2029
EK's: 1984 · 
1992 · 
1996 · 
2000 · 
2004 · 
2008 · 
2012 · 
2016 · 
2020 · 
2024
WK's: 1930 · 
1934 · 
1938 · 
1954 · 
1958 · 
1966 · 
1978 · 
1982 · 
1986 · 
1998 · 
2002 · 
2006 · 
2010 · 
2014 · 
2018 · 
2022
OS: 1900 · 
1908 · 
1920 · 
1924 · 
1948 · 
1952 · 
1960 · 
1968 · 
1976 · 
1984 · 
1996 · 
2020
1904 · 
1905 · 
1906 · 
1907 · 
1908 · 
1909 · 
1910 · 
1911 · 
1912 · 
1913 · 
1914 · 
1915 · 1916 · 1917 · 1918 · 
1919 · 
1920 · 
1921 · 
1922 · 
1923 · 
1924 · 
1925 · 
1926 · 
1927 · 
1928 · 
1929 · 
1930 · 
1931 · 
1932 · 
1933 · 
1934 · 
1935 · 
1936 · 
1937 · 
1938 · 
1939 · 
1940 · 1941  · 
1942 · 
1943 · 1944  · 
1945 · 
1946 · 
1947 · 
1948 · 
1949 · 
1950 · 
1951 · 
1952 · 
1953 · 
1954 · 
1955 · 
1956 · 
1957 · 
1958 · 
1959 ·
1960 · 
1961 · 
1962 · 
1963 · 
1964 · 
1965 · 
1966 · 
1967 · 
1968 · 
1969 ·
1970 · 
1971 · 
1972 · 
1973 · 
1974 · 
1975 · 
1976 · 
1977 · 
1978 · 
1979 ·
1980 · 
1981 · 
1982 · 
1983 · 
1984 · 
1985 · 
1986 · 
1987 · 
1988 · 
1989 · 
1990 · 
1991 · 
1992 · 
1993 · 
1994 · 
1995 · 
1996 · 
1997 · 
1998 · 
1999 · 
2000 · 
2001 · 
2002 · 
2003 · 
2004 · 
2005 · 
2006 · 
2007 · 
2008 · 
2009 · 
2010 · 
2011 · 
2012 · 
2013 · 
2014 · 
2015 · 
2016 · 
2017 · 
2018 ·
2019 ·
2020 ·
2021 ·
2022 ·
2023
Albanië ·
Algerije ·
Andorra ·
Argentinië ·
Armenië ·
Australië ·
Azerbeidzjan ·
België ·
Bolivia ·
Bosnië en Herzegovina ·
Brazilië ·
Bulgarije ·
Canada ·
Chili ·
China ·
Colombia ·
Costa Rica ·
Cyprus ·
Denemarken ·
Duitse Democratische Republiek ·
Duitsland ·
Ecuador ·
Egypte ·
Engeland ·
Estland ·
Faeröer ·
Finland ·
Georgië ·
Gibraltar ·
Griekenland ·
Honduras ·
Hongarije ·
Ierland ·
IJsland ·
Iran ·
Israël ·
Italië ·
Ivoorkust ·
Jamaica ·
Japan ·
Joegoslavië ·
Kameroen ·
Kazachstan ·
Koeweit ·
Kroatië ·
Letland ·
Litouwen ·
Luxemburg ·
Malta ·
Marokko ·
Mexico ·
Moldavië ·
Nederland ·
Nieuw-Zeeland ·
Nigeria ·
Noord-Ierland ·
Noorwegen ·
Oekraïne ·
Oostenrijk ·
Paraguay ·
Peru · 
Polen ·
Portugal ·
Roemenië ·
Rusland ·
Saoedi-Arabië ·
Schotland ·
Senegal ·
Servië ·
Slovenië ·
Slowakije ·
Sovjet-Unie ·
Spanje ·
Togo ·
Tsjechië ·
Tsjecho-Slowakije ·
Tunesië ·
Turkije ·
Uruguay ·
Verenigde Staten ·
Wales ·
Wit-Rusland ·
Zuid-Afrika ·
Zuid-Korea ·
Zweden ·
Zwitserland
Albanië (2016) ·
Argentinië (2018) ·
Argentinië (2022) ·
Australië (2018) · 
België (1904) · 
België (2018) · 
Brazilië (1998) · 
Brazilië (2006) · 
Denemarken (2002) · 
Denemarken (2018) ·
Duitsland (2014) · 
Duitsland (2021) · 
Ecuador (2014) · 
Engeland (1982) · 
Engeland (2012) · 
Engeland (2022) ·
Honduras (2014) · 
Hongarije (2021) · 
Italië (2000) · 
Italië (2006) · 
Italië (2008) · 
Japan (2001) · 
Kameroen (2003) · 
Koeweit (1982) · 
Kroatië (2018) · 
Marokko (2022) ·
Mexico (2010) · 
Nederland (2008) · 
Nigeria (2014) ·
Noord-Ierland (1982) · 
Oekraïne (2012) · 
Oostenrijk (1982) · 
Peru (2018) · 
Polen (1982) · 
Polen (2022) ·
Portugal (2006) · 
Portugal (2016) ·
Portugal (2021) ·
Roemenië (2008) ·
Roemenië (2016) ·
Senegal (2002) · 
Spanje (1984) ·
Spanje (2006) ·
Spanje (2012) ·
Spanje (2021) ·
Togo (2006) ·
Tsjecho-Slowakije (1982) ·
Uruguay (2002) ·
Uruguay (2010) ·
Uruguay (2018) ·
Zuid-Afrika (2010) ·
Zuid-Korea (2006) ·
Zweden (2012) ·
Zwitserland (2006) ·
Zwitserland (2014) ·
Zwitserland (2016) ·
Zwitserland (2021)
België · Bulgarije · Denemarken · Duitsland · Engeland · Estland · Finland · Frankrijk · Griekenland · Hongarije · Ierland · Israël · Italië · Joegoslavië · Letland · Litouwen · Luxemburg · Nederland · Noord-Ierland · Noorwegen · Oostenrijk · Polen · Portugal · Roemenië · Schotland · Spanje · Tsjecho-Slowakije · Turkije · Wales · Zweden · Zwitserland